# Siradan
Siradan (gaskognisch gleicher Name) ist eine französische Gemeinde mit 287 Einwohnern (Stand 1. Januar 2022) im Département Hautes-Pyrénées in der Region Okzitanien; sie gehört zum Arrondissement Bagnères-de-Bigorre und zum Gemeindeverband Neste Barousse. Die Bewohner nennen sich Siradanais/Siradanaises.

## Geografie
Siradan liegt in den Pyrenäen, rund 20 Kilometer südsüdwestlich der Stadt Saint-Gaudens an der Grenze zum Département Haute-Garonne. Die Grenze zu Spanien auf dem Pyrenäenhauptkamm befindet sich 13 Kilometer südöstlich von Siradan. Die Gemeinde besteht aus dem Dorf Siradan, einigen Häusergruppen sowie wenigen Einzelgehöften. Weite Teile an den Berghängen sind bewaldet. Der Bach Gouhouron durchquert die Gemeinde. Der höchste Punkt der Gemeinde ist in der Montagne de Gert an der nördlichen Gemeindegrenze. Die Gemeinde liegt an der D 924, wenige Kilometer westlich der N 125 und an der Bahnstrecke Montréjeau–Luchon (Bahnhalt Saléchan-Siradan).

## Geschichte
In den Überresten eines Oppidums wurden Behälter und Werkzeuge aus der Frühzeit gefunden. Der Ort wurde als Exiradano/Xiradano erstmals im Jahr 1387 im Kirchenregister des Comminges erwähnt. Im Mittelalter lag der Ort innerhalb der Grafschaft Barousse in der Region Armagnac, die ein Teil der Provinz Gascogne war. Die Gemeinde gehörte von 1793 bis 1801 zum District La Barthe. Zudem lag Siradan von 1793 bis 2015 im Kanton Mauléon-Barousse. Die Gemeinde ist seit 1801 dem Arrondissement Bagnères-de-Bigorre zugeteilt.

## Bevölkerungsentwicklung
| Jahr                       | 1962 | 1968 | 1975 | 1982 | 1990 | 1999 | 2006 | 2014 | 2020 |
| Einwohner                  | 254  | 268  | 245  | 268  | 272  | 311  | 297  | 290  | 285  |
| Quellen: Cassini und INSEE |      |      |      |      |      |      |      |      |      |

## Sehenswürdigkeiten
- Himmelfahrtskirche (Église de l’Assomption) (14. Jahrhundert; im Jahr 1834 renoviert), gallo-römisches Relief, seit 1907 Monument historique[1]
- Denkmal für die Gefallenen[2]
- Wegkreuz

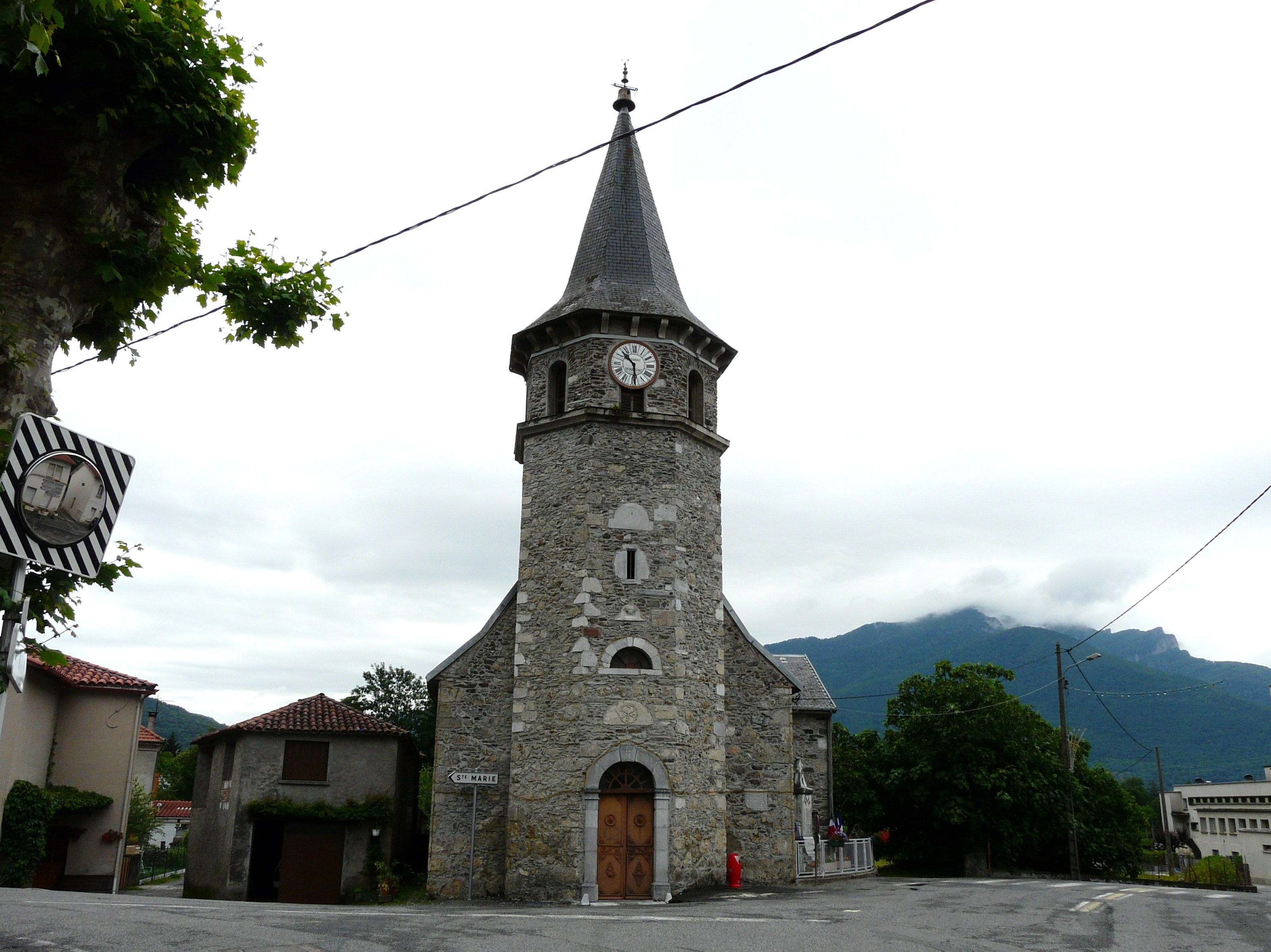
Himmelfahrtskirche
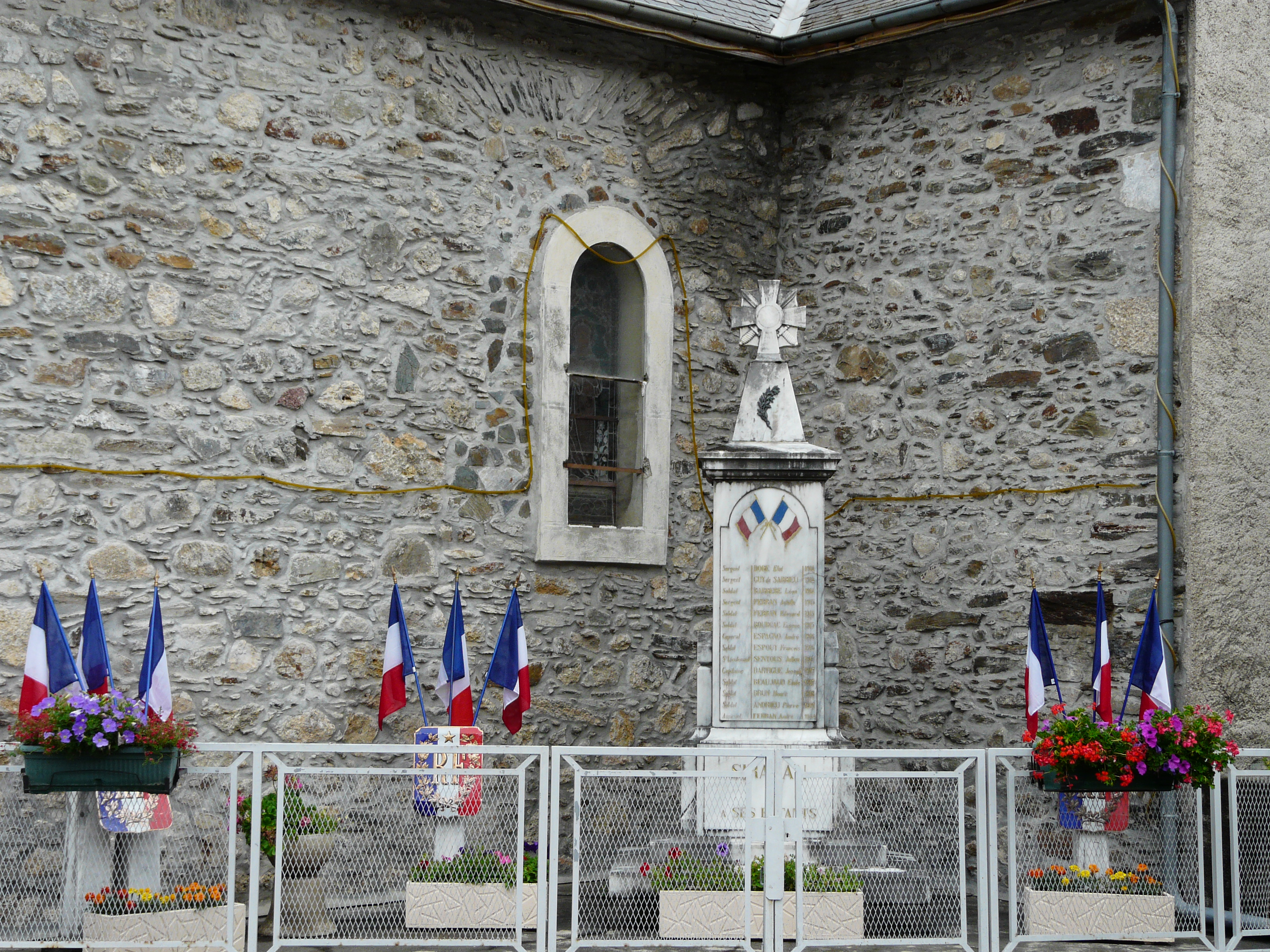
Denkmal für die Gefallenen
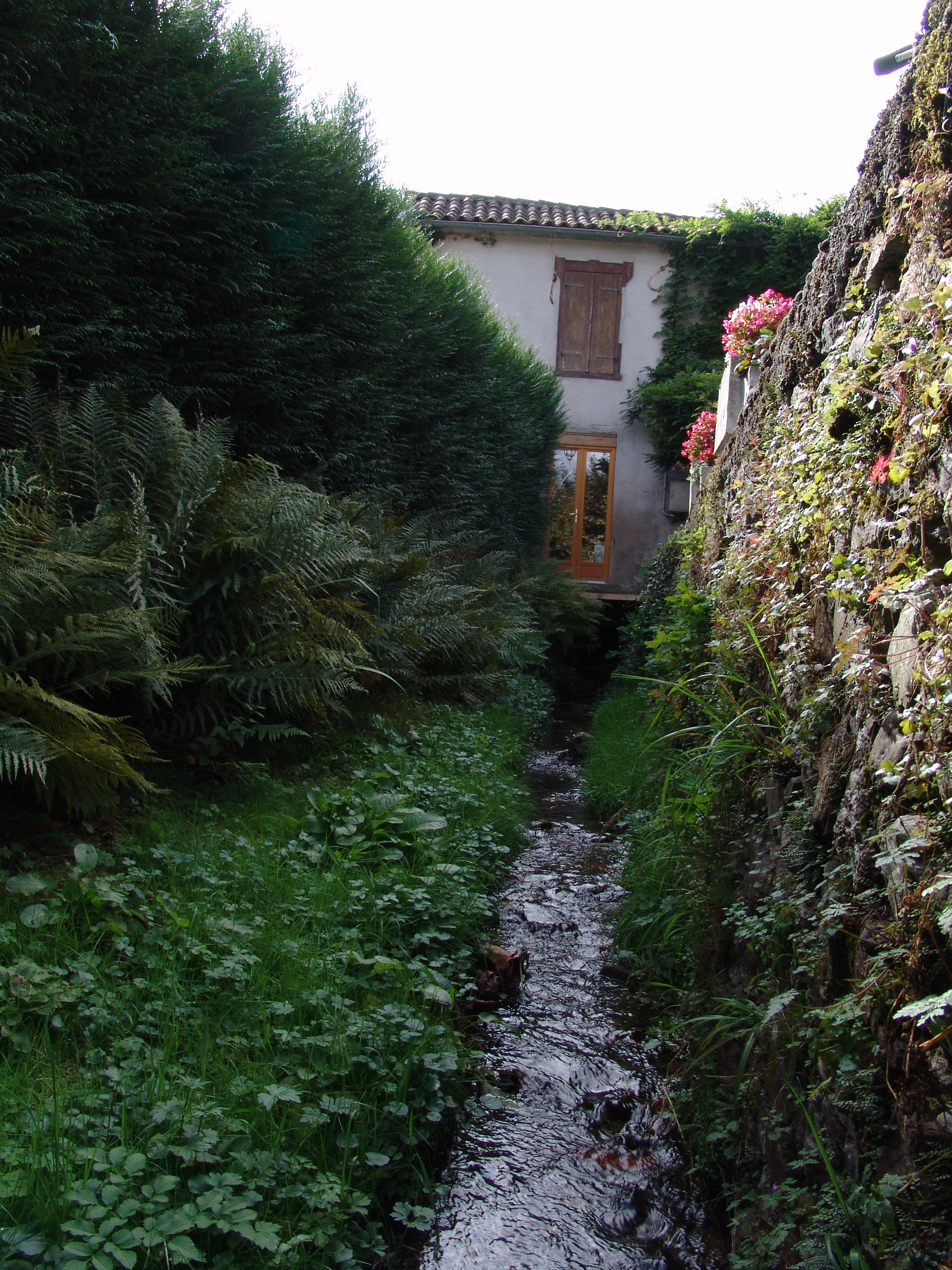
Ehemalige Mühle und der Bach Gouhouron